# Die Abenteuer des Apollo – Das verborgene Orakel
Die Abenteuer des Apollo – Das verborgene Orakel (engl. Original: The Trials of Apollo, Book 1: The Hidden Oracle) ist der erste Teil der fünfteiligen Fantasy-Reihe Die Abenteuer des Apollo von Rick Riordan basierend auf der griechischen Mythologie. Das Buch erschien auf Englisch 2016 im Disney Hyperion Verlag und auf Deutsch 2017 im Carlsen Verlag, übersetzt von Gabriele Haefs. Es spielt in der heutigen Zeit und handelt von Apollo, einem olympischen Gott, der zur Strafe von Zeus auf die Erde geschickt wurde. Er versucht, ohne göttliche Kraft die fünf antiken Orakel aus der Macht dreier römischer Kaiser zu befreien, um wieder als Gott auf den Olymp zurückkehren zu können. Es ist die Fortsetzung der Percy-Jackson-Reihe sowie der Helden-des-Olymp-Reihe und spielt auch in derselben Welt wie diese.

## Handlung
Apollo fällt mitten in eine Mülltonne in einer kleinen New Yorker Gasse. Er kann sich noch vage an Zeus erinnern, der ihn so wegen seiner Verfehlungen bestrafte. Zwei Schlägertypen versuchen den hilflosen Apollo zu überfallen, doch ein junges Mädchen namens Meg McCaffrey rettet ihn. Er entdeckt, dass Zeus ihn unter dem Namen Lester Papadopoulos als sterblichen 16-Jährigen auf die Erde geschickt hat. Apollo hofft, dass er der Halbgöttin Meg nur kurz dienen muss, um seine Göttlichkeit wieder zu erlangen, so wie es bereits in der Vergangenheit auch schon geschehen war. Apollo und Meg entschließen sich, Percy Jackson aufzusuchen, um mit ihm schnellstmöglich das Camp Half Blood (ein Camp für Halbgötter, in dem sie ihre Kampffähigkeiten gegen Monster trainieren und außerdem in Sicherheit leben können) aufzusuchen. Auf dem Weg dorthin werden sie von Pestgeistern überfallen. Im Kampf ruft Meg einen Carpos herbei, Pfirsich, der die Geister besiegt.
Im Camp erfahren sie, dass das Orakel von Delphi in Form von Rachel Dare keine Weissagungen mehr prophezeien kann. Python, einer der Erzfeinde Apollos, hat das Orakel besetzt. Keinerlei Kommunikationswege oder Reisemöglichkeiten für Halbgötter funktionieren noch. Der Campleiter und Zentaur Chiron, berichtet, dass einige Campbewohner im Wald verschwunden sind.
Meg wird von der griechischen Göttin Demeter als ihre Tochter anerkannt. Während einem sportlichen Gemeinschaftsspiel im Labyrinth des Minos, welches sich auf dem Campgelände befindet, landen Apollo und Meg unter dem Orakel von Delphi. Dabei belauschen sie ein Gespräch zwischen Python und der „Bestie“.
Nachdem Apollo und Meg aus dem Labyrinth entkommen sind, erfahren sie, dass wieder zwei Campbewohner verschwunden sind. Apollo und Meg beschließen, nach ihnen zu suchen. Rachel Dare, das Orakel von Delphi im Camp Halfblood, berichtet, dass eine seltsame Firma namens Triumvirat Holdings versucht, die Götter zu stürzen und alle Orakel zu besetzen. Meg und Apollo brechen zu ihrer Suche auf. Gemeinsam finden sie den Eingang zum Hain von Dodona und alle vermissten Halbgötter.
Der römische Kaiser Nero entpuppt sich als eines der drei Mitglieder von Triumvirat Holdings. Er lässt den Koloss Neronis auf das Camp los. Während des Kampfes mit jenem entdeckt Apollo, dass ein Pfeil aus dem Hain zu ihm sprechen kann und ihm Ratschläge geben will. Mit Hilfe von Percy wird die riesige Statue besiegt. Apollo erkennt, dass er alle fünf Orakel befreien muss, um seine Unsterblichkeit wieder zu erlangen.
Kalypso und Leo Valdez kehren zurück zum Camp und bieten an, Apollo auf seiner weiteren Suche zu helfen.

## Hauptfiguren
- Apollo: ehemaliger Olympischer Gott, nun Lester Papadopoulos, wurde von Zeus bestraft
- Margaret „Meg“ McCaffrey: Tochter der Demeter, Stieftochter Neros, Herrin Apollos
- Nero: römischer Kaiser, Anführer des Triumvirat Holdings, reich und Luxus liebend, tyrannisch
- Chiron: Trainer im Camp Half Blood, Zentaur
- Will Solace: Sohn Apollos, Heiler im Camp
- Nico Di Angelo: Sohn des Hades, Toten Priester im Camp
- Pfirsich: Carpos, Getreidegeist, taucht bei Gefahr auf

## Hintergrund
Die Abenteuer des Apollo – Das verborgene Orakel war sofort nach Erscheinung auf Platz eins in der Spiegel-Bestsellerliste in der Kategorie Jugendroman. In den nächsten 4 Monaten war es in der Top-Ten-Liste. Das Buch kam bei der Presse gut an. Karl Kreye sagte in der Süddeutschen:

„"Apollo" ist ein Buch, das allen gefallen könnte. Es gibt nicht nur die Hauptfigur Apollo, einen Jungen, sondern eben auch seine Gefährtin Meg, in der sich Mädchen wiederfinden können. Für Riordan-Fans taucht Percy Jackson auf“

Es ist, wie Percy Jackson, ..., an der römischen und griechischen Mythologie orientiert. Es ist wie alle Die-Abenteuer-des-Apollo-Bücher aus der Sicht Apollos als personaler Erzähler – Ich-Erzähler geschrieben. Am Anfang jedes Kapitels anstelle einer Kapitelüberschrift ein zum Kapitel passendes Haiku von Rick Riordan.

## Deutsche Ausgabe
- Rick Riordan: Die Abenteuer des Apollo – Das verborgene Orakel, übersetzt von Gabriele Haefs. Carlsen Verlag 2017, ISBN 978-3-551-55688-2